# Windows Shell namespace
Windows Shell namespace（Windows Shell 命名空间）是被Windows资源管理器所使用的，向用户呈现文件系统和其他对象的组织系统。
在 Windows Shell 命名空间内的对象可以是真正的文件和文件夹,也可以是虚拟的对象，类似于网上邻居和回收站都是“虚拟文件夹”。